# Dysgonia leptotaenia
Dysgonia leptotaenia är en fjärilsart som beskrevs av Franz Dannehl 1926. Dysgonia leptotaenia ingår i släktet Dysgonia och familjen nattflyn. Inga underarter finns listade i Catalogue of Life.